# دی‌اتیل‌آمین
دی‌اتیل‌آمین (به انگلیسی: Diethylamine) یک ترکیب شیمیایی با شناسه پاب‌کم ۸۰۲۱ است. شکل ظاهری این ترکیب، مایع شفاف بی‌رنگ است.